# Note azzurre
Le Note azzurre sono una pubblicazione postuma del 1912 realizzata da Carlo Dossi.

## Trama
Le Note azzurre rappresentano l'opera più significativa del Dossi ed indubbiamente una delle sue pubblicazioni più famose, per quanto non curata direttamente dall'autore bensì dalla moglie, Carlotta Borsani, che fece uscire una prima edizione del volume nel 1912.
Il titolo della pubblicazione prende il nome da sedici cartelle di colore azzurro oltremare nel quale Carlo Dossi tenne per oltre trent'anni (dal 1870 al 1907) i suoi appunti di vario genere, raccogliendo un totale di 5794 aforismi. Come in uno zibaldone leopardiano, il Dossi riporta in questi fogli commenti di varia natura partendo dalla storia italiana (soprattutto su quella immediatamente successiva all'Unità d'Italia che il Dossi visse in prima persona al fianco di Crispi) sino alla critica del carattere dell'intera generazione di scrittori post-romantici, giudizi politici e letterari spesso spregiudicati nello stile del Dossi, spunti per novelle e romanzi mai scritti, aforismi, sarcasmi ed ironie. Moltissime sono inoltre le annotazioni autobiografiche con appunti personali di vita, sulla sua passione per l'archeologia, su Corbetta dove visse i suoi ultimi anni di vita e sul Dosso Pisani, suo Vittoriale. L'infinità di aneddoti presenti in queste note, creano come un monologo tra l'autore e sé stesso, con particolari talvolta ritenuti per l'epoca scabrosi anche su personaggi illustri, oppure poco noti, della società milanese e italiana a lui contemporanea.
Il Dossi stesso riporta in una delle sue note una serie di sottotitoli che avrebbe pensato di dare ad un'opera come le "Note azzurre": "Selva – di pensieri miei e d’altrui; In seme – in fiore – in frutto; Lazzaretto dove il Dossi tiene in quarantena i propri e i pensieri altrui; Cervello di carta, aperto in sussidio; Dell’altro già zeppo; Granai di riserva per le probabili carestie", definizioni che lasciano ben comprendere la natura assolutamente libera con cui il Dossi scrisse quest'opera.
A livello di crescita personale dell'autore, nella pubblicazione si può notare la sua evoluzione letteraria col passaggio dalla poesia alla prosa verso gli anni più maturi della Scapigliatura lombarda.

## Edizioni
La prima edizione dell'opera (1912) venne curata dalla vedova del Dossi, Carlotta Borsani, che procedette ad arbitrarie censure del testo originale, giungendo a pubblicarlo con solo un terzo del materiale raccolto nelle note del marito (non tralasciò ad ogni modo di pubblicare le note anticlericali). Tale motivazione era dovuta in gran parte al fatto che molte delle note di Carlo Dossi contenevano giudizi reputati troppo schietti o addirittura irriverenti e spinti che avrebbero potuto offendere persone ancora in vita. Ad esempio si faceva menzione del fatto che lo scrittore Niccolò Tommaseo avesse l'abitudine di frequentare case di tolleranza, come pure si parlava diffusamente degli appetiti sessuali di Vittorio Emanuele II, delle accuse di pederastia sentite in pettegolezzo su Manzoni e Bernardino Righetti (zio di Cletto Arrighi), dei numerosi prestiti richiesti da Antonio Labriola per tirare a fine mese o della corruzione di Giulio Prinetti o di Fausto Maria Martini tra i funzionari pubblici, personaggio quest'ultimo che il Dossi definiva anche come amante della moglie di Mario Rapisardi che aveva favorito nel suo lavoro di ispettrice per conto del Ministero dell'Istruzione. Del resto, queste note, probabilmente, il Dossi non le pensò mai per una pubblicazione, ma unicamente ad uso personale. Proprio in questo però sta l'unicità dell'opera, perché l'autore si lascia andare in totale libertà nella sua espressione più piena, sia in campo letterario che in campo sociale. La Borsani pensò addirittura di intentare una causa contro Gian Pietro Lucini, poeta e amico di famiglia, che nel suo volume L'ora topica di Carlo Dossi aveva citato alcune Note azzurre proibite, ma desistette su consiglio dei suoi avvocati i quali temevano che quella discussione avrebbe finito per divenire solo la "gioia dei gazzettieri".
Il figlio Franco Pisani Dossi, già dagli anni '40 del Novecento, iniziò a ripensare all'idea di pubblicare interamente le Note e per questo interpellò addirittura Benedetto Croce, che però declinò gentilmente l'invito adducendo la troppo avanzata età. Dopo la morte della madre, il figlio del Dossi pubblicò infine l'opera integralmente nel 1964 con la collaborazione del critico e filologo Dante Isella, ma ancora nell'edizione rieditata nel 1989 la casa editrice censurò dodici note, tra cui una su Vittorio Emanuele II. La notizia ebbe una certa rilevanza negli ambienti accademici italiani.
- Carlo Dossi, Note azzurre, Treves, 1912.